# West Eastern Divan Orchestra

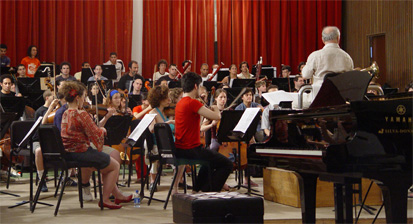
Barenboim dirige a Siviglia la West Eastern Divan Orchestra nella prima sinfonia Titán di Gustav Mahler

La West Eastern Divan Orchestra ()  fondata nel 1999 dal direttore d'orchestra Daniel Barenboim e dallo scrittore Edward Said con lo scopo preciso di favorire il dialogo tra musicisti provenienti da paesi e culture storicamente nemiche.
La particolarità di questa formazione musicale è infatti quella di riunire giovani musicisti professionisti allo scopo di perfezionarne le competenze nella musica classica; provenienti però da zone come Israele, Egitto, Giordania, Siria, Libano, Palestina.
Il nome dell'orchestra è un omaggio al poema Divan occidentale-orientale (West-östlicher Divan) di Goethe.

## Discografia
- Beethoven, Sinf. n. 1-9 - Barenboim/West Eastern Divan, 2012 Decca
- Berlioz: Symphonie Fantastique - Liszt: Les Préludes - West-Eastern Divan Orchestra/Daniel Barenboim, 2013 Decca
- Boulez, Dérive 2/Marteau sans maître/ Mémoriale/Anthèmes 2/Dialogue de l'ombre double/Messagesqest Eastern Divan, 2010/2012 Deutsche Grammophon
- Ciaikovsky/Schönberg, Sinf. n. 6/Var. per orch. (Live, Salisburgo, agosto 2007) - Barenboim/West Eastern Divan, Decca

## DVD
- Beethoven, Sinf. n. 1-9/Documentario '9 Symphonies that changed the world', Live, Londra Proms, 2012 - Barenboim/West Eastern Divan, Decca